# Roderick Miranda
Roderick Jefferson Gonçalves Miranda CvIH (Odivelas, 30 de março de 1991) é um futebolista português com nacionalidade brasileira que atua como zagueiro. Atualmente joga no Melbourne Victory.

## Carreira

### Início
Roderick iniciou a sua carreira no Odivelas Futebol Clube, clube da sua zona local. Foi aí que ele contactou pela primeira vez com o "mundo dos relvados". Inicialmente atuava como centroavante, devido ao seu porte físico.

### Benfica
No ano de 2009, apesar de ainda atuar pelas categorias de base, assinou o seu primeiro contrato profissional com o Benfica. O vínculo foi de cinco temporadas; na primeira ele atuaria pelo Benfica B e nas restantes pelo time profissional.
Roderick estreou na equipe principal sob o comando do técnico Jorge Jesus, acompanhando a equipe do Benfica na pré-temporada 2009–10.
No dia 25 de janeiro de 2013 ele renovou seu contrato com os Encarnados até 2019, passando a ter uma cláusula de rescisão de 30 milhões de euros. Isto depois de os olheiros de alguns dos clubes mais importantes da Europa já colocarem o seu nome no topo das bases de dados.
Na temporada 2011–2012, os dirigentes do Benfica optaram por emprestar Roderick, pois teria poucos minutos em campo se permanecesse na equipe. Assim, ele foi emprestado ao Servette.

### La Coruña e Rio Ave
Na temporada 2012–2013, foi emprestado ao Deportivo de La Coruña, da Espanha.
No entanto, no primeiro dia de 2013, Roderick regressou do empréstimo ao clube espanhol e passou a reintegrar o elenco do Benfica. Ao término do seu contrato, foi para o Rio Ave.

### Wolverhampton
Foi anunciado como reforço do Wolverhampton no dia 13 de junho de 2017. O zagueiro assinou por quatro temporadas e foi um pedido pessoal do técnico Nuno Espírito Santo.

## Estilo de jogo
Formado no Sport Lisboa e Benfica, Roderick Miranda é um zagueiro que já atuou como volante. Isso faz dele um jogador tecnicamente evoluído para a posição que ocupa.

## Títulos
Benfica
- Taça da Liga: 2009/2010;  2010/2011
- Campeonato Português: 2009/2010

Portugal
- Mundial de Sub-20: Finalista: 2011

Wolverhampton
- EFL Championship: 2017–18[3]

## Ordem do infante
No dia 9 de junho de 2011 foi nomeado Cavaleiro da Ordem do Infante D. Henrique.